# Goodbye, Norma Jeane (musical)
Goodbye, Norma Jeane is een Vlaamse musical van Judas TheaterProducties, gebaseerd op het leven van Marilyn Monroe. De eerste voorstelling van de musical werd op 9 februari 2017 gespeeld in de 'Rode Zaal' van het Fakkelteater. Drie dagen later ging de musical officieel in première. 
Tussen januari en maart 2018 gaat de musical op toer langs de Vlaamse culturele centra. 

## Verhaal
Een jonge man belt in 1988 aan bij een appartement. Een dame op leeftijd opent de deur, en stelt zich aan de jonge man voor als Jane Edwards, maar de jonge man weet beter. Hij herkent de vrouw voor wie ze echt is: zijn grote idool, Marilyn Monroe, die voor de rest van de wereld 26 jaar eerder overleed. De vrouw is versteend van angst, nu ze vreest dat haar geheime bestaan bekend zal geraken, maar de jonge man doet haar een voorstel. Hij wil weten wat er op de laatste dag van haar leven gebeurd is. De vrouw accepteert zijn voorstel, en begint te vertellen over haar leven ...

## Programma
- Scène 1: Ouverture
- Scène 2: Niet meer voor mij alleen
- Scène 3: What's Up, Doc?
- Scène 4: Mijn liefde moet gesluierd
- Scène 5: Moederziel alleen
- Scène 6: What's Up, Doc? (reprise)
- Scène 7: Ik wil
- Scène 8: Moederziel alleen (reprise)

- Scène 9: De tweede viool
- Scène 10: Ik wil (reprise)
- Scène 11: De vlinder
- Scène 12: What's Up, DOc? (reprise)
- Scène 13: Echt bestaat
- Scène 14: De vlinder / mijn liefde (reprise)
- Scène 15: Ik wil (reprise)

## Rolverdeling
| Rol                                              | Nederland        | België             |
| ------------------------------------------------ | ---------------- | ------------------ |
| Marilyn Monroe                                   | Brigitte Heitzer | Ann Van den Broeck |
| Norma Jeane Gladys (Moeder Norma Jeane) Reporter | Ellen Pieters    | Anne Mie Gils      |
| Henri Bobby Kennedy Reporter Overige rollen      | Soy Kroon        | Michiel De Meyer   |

## Creatieve team
- Regie: Martin Michel
- Scenario: Allard Blom
- Teksten: Allard Blom
- Muziek: Sam Verhoeven
- Piano: Thomas Vanhauwaert
- Trompet: Michiel De Meyer

## Ontvangst
'Goodbye, Norma Jeane' werd door de Vlaamse en Nederlandse (vak)pers goed onthaald. Sascha Siereveld van Concertnews gaf de voorstelling 3 sterren van de vijf, en was lovend over de prestatie van hoofdrolspeelsters Ann Van den Broeck en Anne Mie Gils: "Dat hun stemmen en hun talenten elkaar wonderwel aanvulden, hoorden we eerder al in 'Mijn liefde moet gesluierd'. En ook in de solo's wisten de dames sterk uit de hoek te komen. Vocaal gezien werden we tijdens 'Goodbye, Norma Jeane' keurig op onze wenken bediend". Jeroen Schat van Musicalworld.nl gaf de voorstelling 4 van de 5 sterren, en loofde de durf van Judas om in deze moeilijke tijdens nog musicals te produceren: "In een land waar voor musical geen subsidie wordt gegeven, mogen ze weeral blij zijn dat Judas Theaterproducties hun uiterste best doet om alsnog voorstellingen te produceren.".